# Единый государственный экзамен

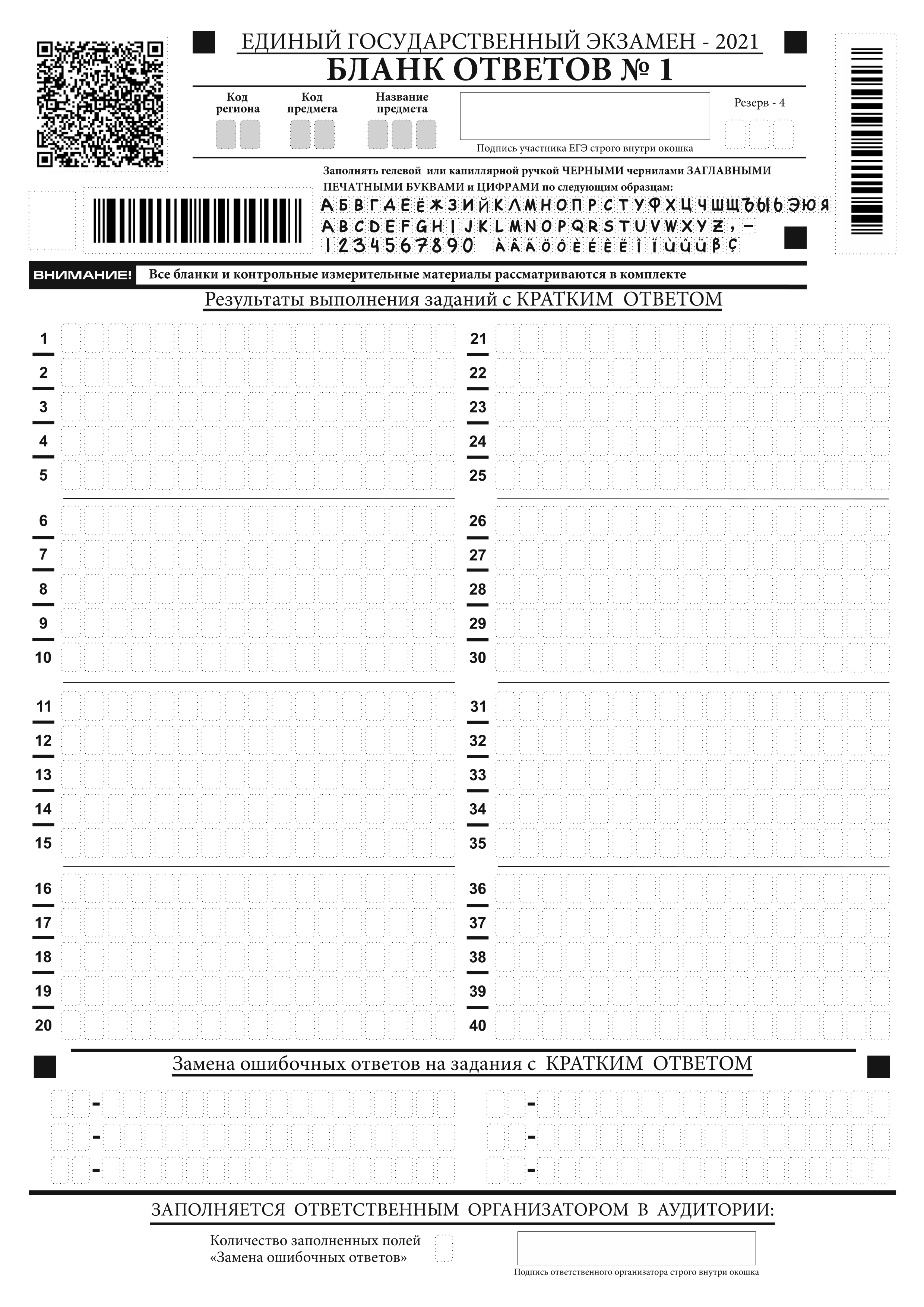
Бланк ЕГЭ образца 2021 года

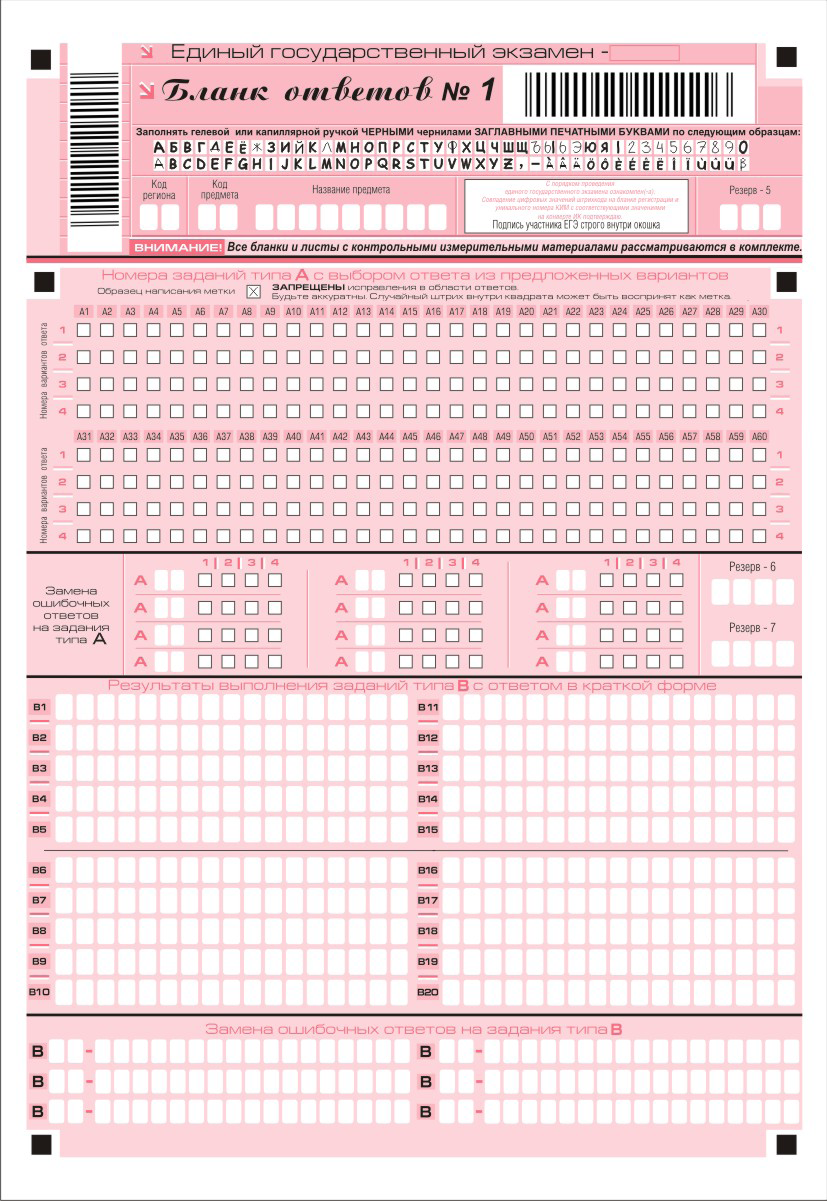
Бланк ЕГЭ образца 2009 года

Еди́ный госуда́рственный экза́мен (ЕГЭ) — централизованно проводимый в Российской Федерации экзамен в средних учебных заведениях — школах, лицеях и гимназиях, форма проведения ГИА по образовательным программам среднего общего образования. Служит одновременно выпускным экзаменом из школы и вступительным экзаменом в вузы. До 2013 года служил также и вступительным экзаменом в ссузы, но новым законом об образовании они отменены. При проведении экзамена на всей территории России применяются однотипные задания и единые методы оценки качества выполнения работ. С 2009 года ЕГЭ является единственной формой выпускных экзаменов в школе и основной формой вступительных экзаменов в вузы, при этом есть возможность повторной сдачи ЕГЭ в последующие годы. ЕГЭ проводится по русскому языку, математике, иностранным языкам (английскому, немецкому, французскому, испанскому, китайскому), физике, химии, биологии, географии, литературе, истории, обществознанию, информатике.
В 2015 году экзамен по математике был разделён на базовый и профильный уровни. Сдача базового уровня математики необходима для тех выпускников, которые не собираются продолжить обучение в высших учебных заведениях для получения аттестата или для поступления в вузы, во вступительных испытаниях которых отсутствует предмет «Математика». Сдача профильного уровня необходима для выпускников, которые собираются продолжить обучение в вузах, во вступительных испытаниях которых присутствует предмет «Математика».
Осенью 2016 года амурские школьники сдавали пробный ЕГЭ по китайскому языку во всероссийском масштабе. С 2019 года в Российской Федерации был введен ЕГЭ по китайскому языку.
С июня 2024 года, согласно предложению президента РФ, будет предоставлена возможность пересдать ЕГЭ по одному из предметов до конца приемной кампании.  

## Введение ЕГЭ
Впервые эксперимент по введению ЕГЭ был проведён в 2001 году в республиках Чувашия, Марий Эл, Якутия, а также в Самарской и Ростовской областях по восьми учебным дисциплинам. В 2002 году эксперимент по введению единого государственного экзамена прошёл в 16 регионах страны. В 2003 году эксперимент охватил 47 субъектов РФ, а в 2004 году — 65 регионов страны. В 2006 году ЕГЭ уже сдавали около 950 тысяч школьников в 79 регионах России. В 2008 году его сдавали свыше миллиона учащихся во всех регионах. Конкретный перечень предметов, по которым ЕГЭ проводился в 2001—2008 годах, устанавливался каждым регионом самостоятельно.
Автором идеи ЕГЭ стал министр Владимир Филиппов, а реализатором Владимир Хлебников.
Организацию проведения ЕГЭ осуществляет Федеральная служба по надзору в сфере образования и науки совместно с органами исполнительной власти субъектов Российской Федерации, осуществляющими управление в сфере образования.

## Структура и содержание заданий
Задания ЕГЭ именуются контрольно-измерительными материалами (КИМами), которые разрабатываются Федеральным институтом педагогических измерений.

### Ранее
Первоначально задания по большинству предметов делились на три части (блока): A, B, C.
Блок A содержал тестовые задания, в каждом из которых необходимо выбрать один вариант ответа из четырёх предложенных.
На каждое задание блока B необходимо было дать краткий ответ, состоящий из одного или нескольких слов, букв или чисел. Ответы на задания блоков A и B заносятся в специальный бланк и проверяются компьютером.
Блок C состоял из одного или нескольких заданий с развёрнутым ответом (например, необходимо решить задачу, написать сочинение на предложенную тему или обоснованно ответить на определённый вопрос). Ответы на задания блока C оцениваются экспертами региональной экзаменационной комиссии, задания КИМ части С содержат критерии оценивания для экспертов.
КИМы по отдельным предметам могут иметь свои особенности. Например, КИМы по литературе и математике (с 2010 года) не содержат заданий с выбором ответа. В КИМах по иностранным языкам есть раздел, в котором учащемуся необходимо прослушать аудиозапись текста на иностранном языке и ответить на вопросы по содержанию текста.

### Сейчас
С 2015/2016 учебного года из КИМов по всем предметам окончательно удалены задания с выбором одного варианта из двух предложенных (ранее — часть «А»), расширено содержание части 1 (ранее «Б») и переработаны задания части 2.
Содержание КИМов регламентируется тремя документами, утверждаемыми Рособрнадзором осенью: кодификатором элементов содержания КИМов, спецификацией экзамена и демоверсией экзамена. Таким образом, примерная структура, форма и содержание КИМов заранее определены и не могут быть изменены произвольным образом.
В таблице приведены длительности экзаменов, количество заданий и максимальный первичный балл на ЕГЭ 2024 года. Также включено минимальное количество баллов (нижняя граница удовлетворительной отметки), которое определяется в тестовых баллах.
| Предмет                | Длительность (минут) | Задания части 1 | Задания части 2 | Максимальный первичный балл | Минимальный тестовый балл для получения аттестата/ поступления в ВУЗы | Минимальный тестовый балл для поступления в подведомственные ВУЗы Минобрнауки |
| ---------------------- | -------------------- | --------------- | --------------- | --------------------------- | --------------------------------------------------------------------- | ----------------------------------------------------------------------------- |
| Русский язык           | 210                  | 26              | 1               | 50                          | 24/36                                                                 | 40                                                                            |
| Математика(базовый)    | 180                  | 21              | 0               | 21                          | 7 (первичных баллов)                                                  | экзамен не учитывается при поступлении                                        |
| Математика(профильный) | 235                  | 12              | 7               | 32                          | 27                                                                    | 40                                                                            |
| Физика                 | 235                  | 20              | 6               | 45                          | 36                                                                    | 39                                                                            |
| Химия                  | 210                  | 28              | 6               | 56                          | 36                                                                    | 39                                                                            |
| Информатика            | 235                  | 26              | 0               | 29                          | 40                                                                    | 46                                                                            |
| Биология               | 235                  | 21              | 7               | 57                          | 36                                                                    | 40                                                                            |
| История                | 210                  | 12              | 9               | 42                          | 32                                                                    | 36                                                                            |
| География              | 180                  | 21              | 8               | 38                          | 37                                                                    | 40                                                                            |
| Английский язык        | 190+17               | 36              | 6               | 82                          | 22                                                                    | 30                                                                            |
| Немецкий язык          | 190+17               | 36              | 6               | 82                          | 22                                                                    | 30                                                                            |
| Французский язык       | 190+17               | 36              | 6               | 82                          | 22                                                                    | 30                                                                            |
| Испанский язык         | 190+17               | 36              | 6               | 82                          | 22                                                                    | 30                                                                            |
| Обществознание         | 210                  | 16              | 9               | 58                          | 42                                                                    | 45                                                                            |
| Литература             | 235                  | 6               | 5               | 48                          | 32                                                                    | 40                                                                            |

## Бланки ЕГЭ
- Бланк регистрации используется для регистрации участников экзамена.
- В бланк ответов № 1 вносятся ответы на задания части 1
- Для развёрнутых ответов на задания части 2 используется бланк ответов № 2 листы 1 и 2; при нехватке места экзаменуемым выдаётся дополнительный бланк ответов № 2.

Все бланки ЕГЭ имеют размер 210 мм × 305 мм:

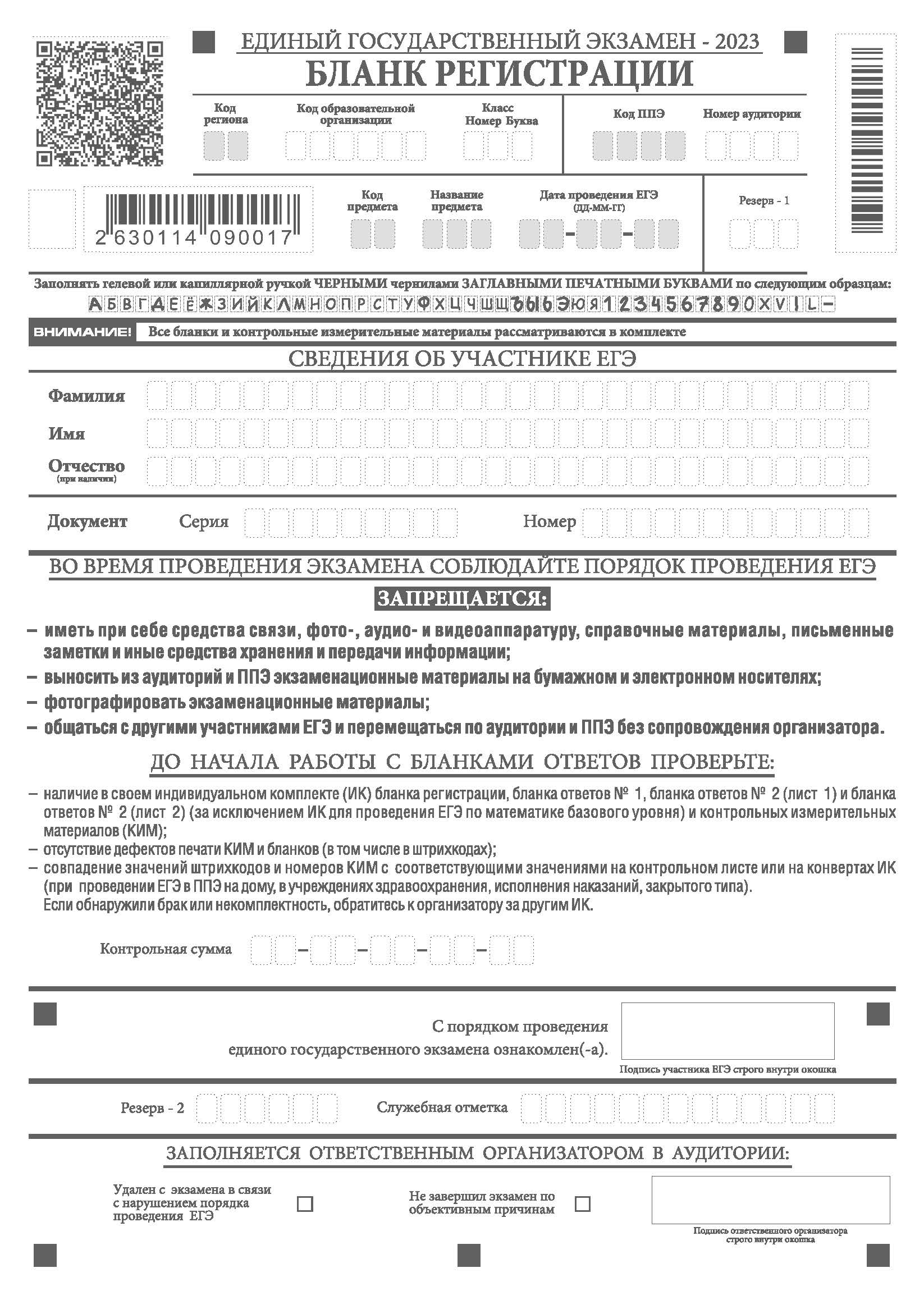
Бланк регистрации
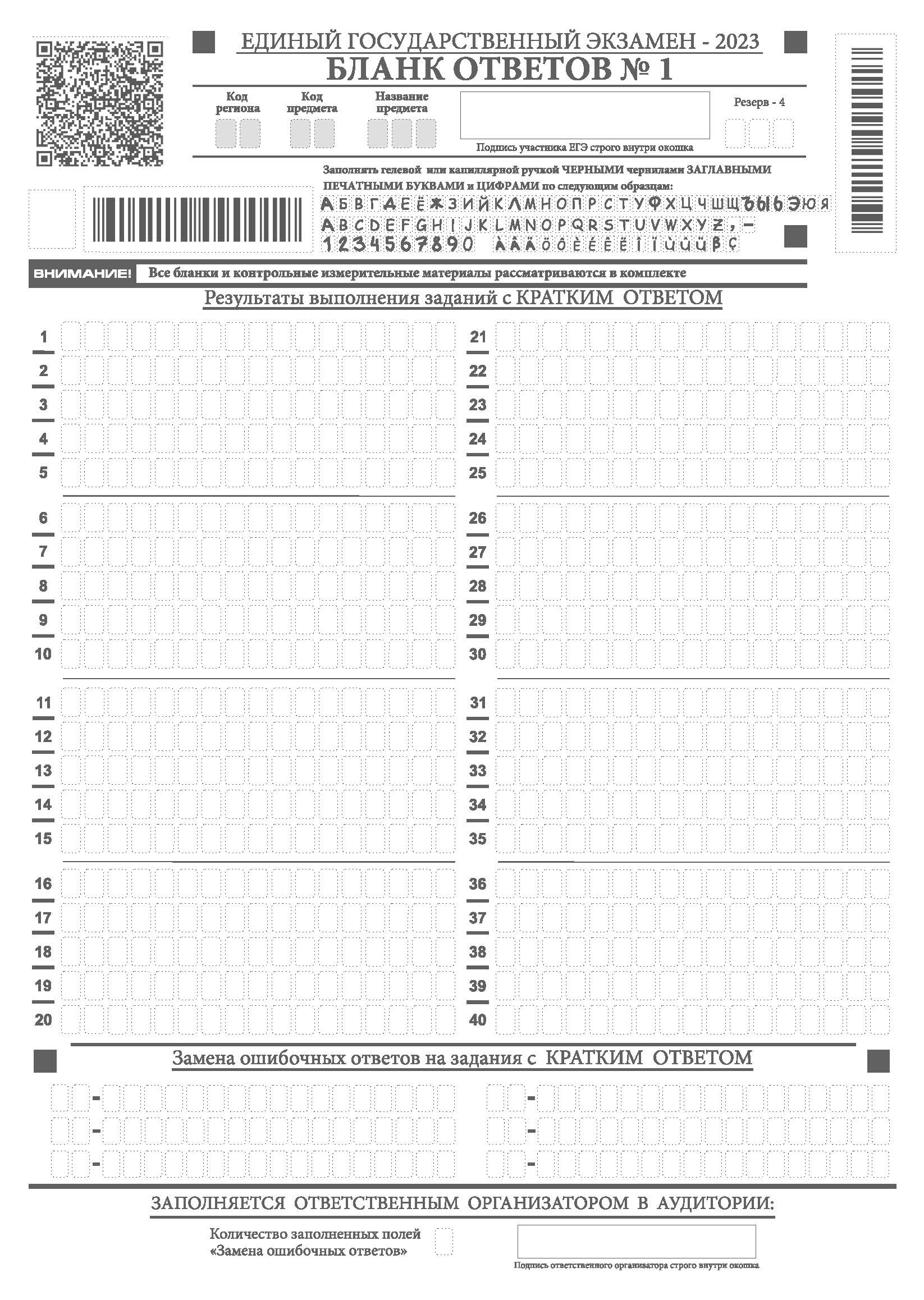
Бланк ответов № 1
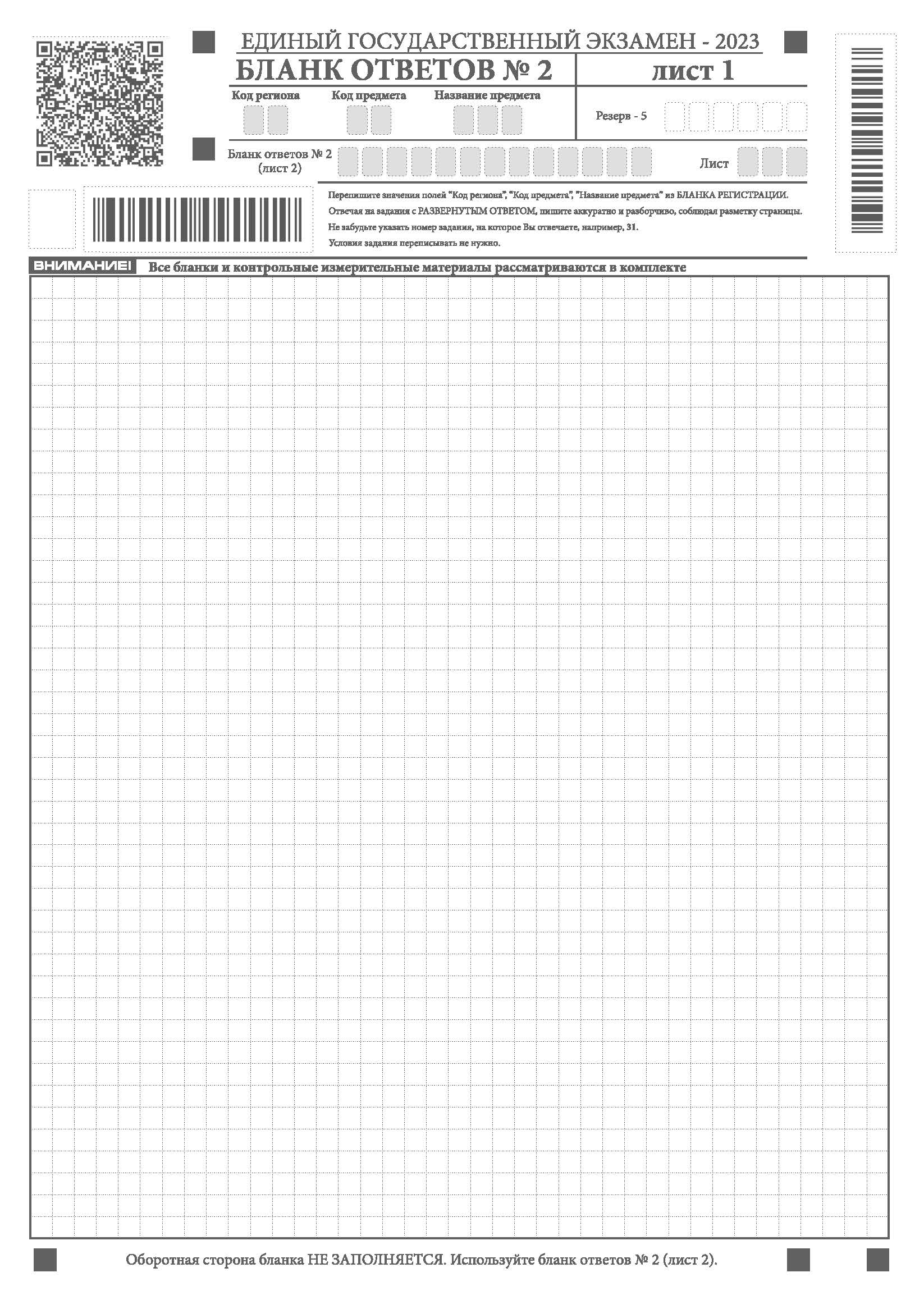
Бланк ответов № 2 лист 1
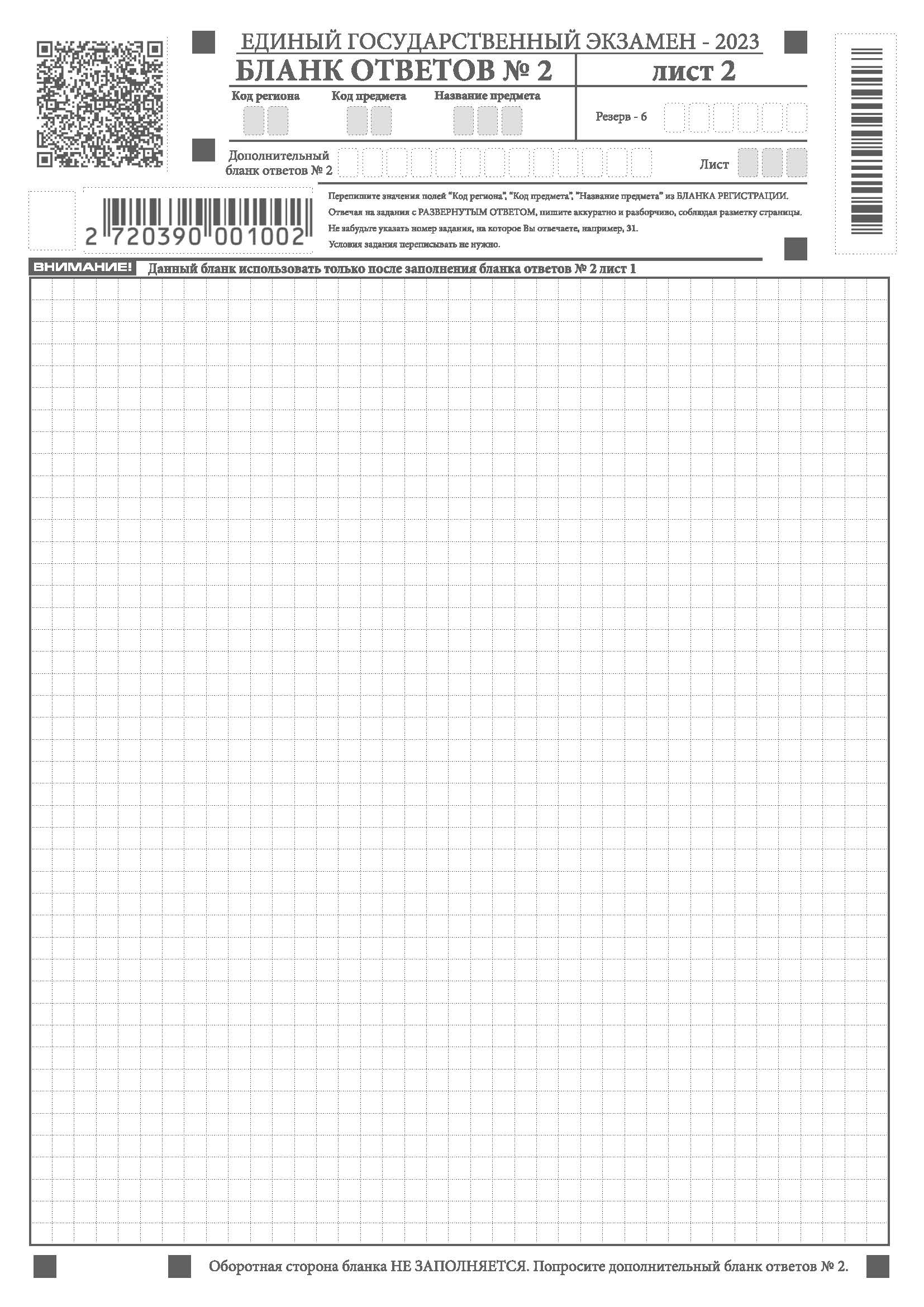
Бланк ответов № 2 лист 2
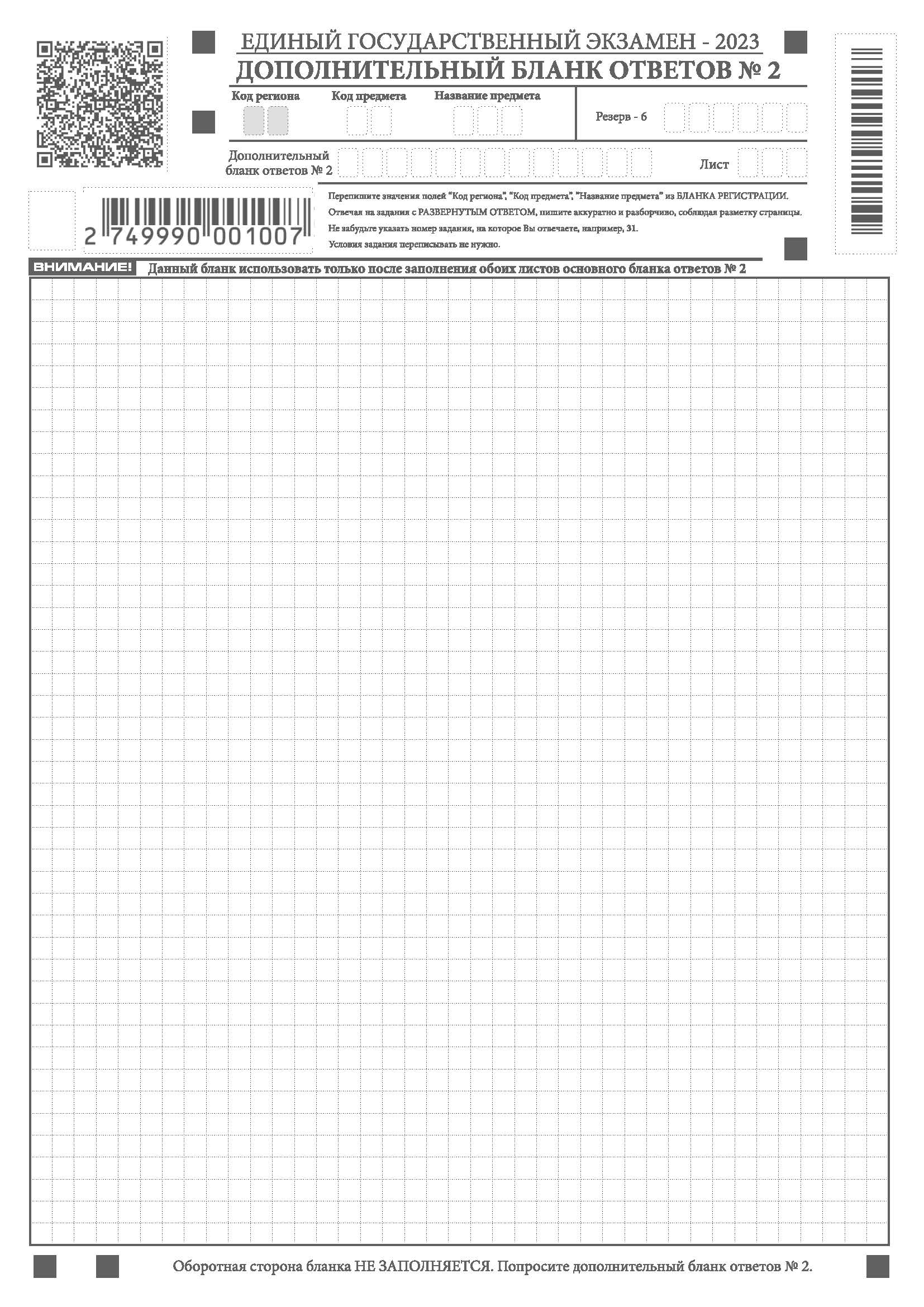
Дополнительный бланк ответов

Использование обратной стороны бланка не предусмотрено
Заполнение всех бланков ЕГЭ должно вестись строго по установленным правилам, в противном случае данные могут быть неправильно распознаны, что засчитывается за неправильный ответ. Бланки ЕГЭ отличаются высоким уровнем защиты от подделки, что позволяет исключить возможность мошенничества при сдаче экзамена. На каждом бланке присутствуют множество защитных элементов: от голограмм и микротекста до скрытого текста и водяных знаков.

## Выставление оценок
Каждое выполненное задание ЕГЭ оценивается в 1 или большее число баллов. Сумма этих баллов составляет первичный балл испытуемого. Количество первичных баллов различается по разным предметам, например, минимальное количество первичных баллов в 2024 году содержит ЕГЭ по базовой математике (21 первичный балл), а максимальное — ЕГЭ по иностранным языкам (82 первичных баллов).
Далее устанавливается соответствие между первичными и тестовыми баллами (при этом максимальный тестовый балл всегда равен 100). Шкала перевода первичных баллов в тестовые зависит от статистического анализа результатов ЕГЭ по всем участникам экзамена и рассчитывается с помощью специальной компьютерной программы. Эта шкала неодинакова для разных предметов, например, на экзамене по русскому языку в 2024 году 30 первичных баллов из 50 переводились в 58 тестовых баллов, а на экзамене по профильной математике 10 первичных баллов из 32 переводились в 58 тестовых баллов. Другой особенностью шкалы пересчёта является её нелинейность — так, небольшое изменение первичного балла по краям шкалы (то есть при первичном балле, близком к нулю или к максимальному значению) приводит к значительному изменению тестового балла, в то время как посередине шкалы изменение первичного балла на 1 приводит к изменению тестового балла на 1 или 2.
К 2030 году проверку работ в рамках ЕГЭ могут полностью поручить компьютеру, рассчитывают разработчики экзаменационных материалов. К этому времени развитие искусственного интеллекта должно достичь уровня, позволяющего оценить развёрнутые ответы школьников. Федеральный институт педагогических измерений уже ведёт работу в этом направлении.

## Результаты
Во время проведения ЕГЭ в качестве эксперимента информацию о результатах экзамена можно было получить на сайте, введя паспортные данные участника.
В 2009 году Рособрнадзор отказался от этой практики «в целях защиты персональных данных», поскольку публикацией результатов ЕГЭ занималась частная компания. Тем не менее результаты экзамена могут публиковаться в Интернете региональными центрами обработки информации (РЦОИ).
Сервисы публикаций результатов ЕГЭ имеются не во всех субъектах Федерации.

### Средние баллы по ЕГЭ
| Предметы       | 2020 | 2021 | 2022 | 2023 | 2024  | 2025  |
| -------------- | ---- | ---- | ---- | ---- | ----- | ----- |
| Русский язык   | 71,6 | 71,4 | 68,3 | 68,4 | 63,88 | 60,7  |
| Математика     | 53,9 | 55,1 | 56,9 | 55,6 | 62,63 | 62,05 |
| Литература     | 64,9 | 66   | 60,8 | 64   | 61,67 | 61,91 |
| География      | 59,9 | 59,1 | 54,6 | 54,6 |       |       |
| Информатика    | 61,2 | 62,8 | 59,5 | 58,4 |       |       |
| Физика         | 54,5 | 55,1 | 54,1 | 54,9 | 63,21 | 61,79 |
| История        | 56,3 | 54,9 | 58   | 56,4 | 55,4  | 55,85 |
| Химия          | 54,2 | 53,8 | 54,3 | 56,2 | 56,79 | 58,15 |
| Обществознание | 56   | 56,4 | 59,9 | 56,4 | 55,05 | 53,61 |
| Биология       | 51,3 | 51,1 | 50,2 | 50,9 | 54,13 | 54,5  |
| Английский     | 70,9 | 72,2 | 73,3 | 66,3 |       |       |

### Процент выпускников, не сдавших экзамен с первого раза
| Год  | Русский язык | Математика |
| ---- | ------------ | ---------- |
| 2021 | 0,4 %        | 7,6 %      |

## Апелляции по результатам
Апелляция рассматривается в двух случаях:

### При нарушении установленного порядка проведения ЕГЭ
Апелляцию о нарушении установленного порядка проведения ЕГЭ по общеобразовательному предмету участник ЕГЭ подаёт в день проведения экзамена по соответствующему общеобразовательному предмету уполномоченному представителю государственной экзаменационной комиссии, не покидая пункт проведения экзамена. В случае удовлетворения апелляции результат ЕГЭ участника аннулируется, и участнику предоставляется возможность сдать ЕГЭ по данному предмету в другой день, предусмотренный единым расписанием.

### При несогласии с выставленными баллами
Апелляция о несогласии с выставленными баллами может быть подана в течение двух рабочих дней со дня объявления результатов ЕГЭ по соответствующему общеобразовательному предмету. В этом случае оценка может быть пересмотрена (в том числе в сторону уменьшения количества баллов) после дополнительной проверки работы конфликтной комиссией. В случае выявления ошибок в обработке и (или) проверке экзаменационной работы участника ЕГЭ конфликтная комиссия передаёт соответствующую информацию в Региональный Центр Обработки Информации (РЦОИ) для передачи в уполномоченную организацию с целью пересчёта результатов ЕГЭ.
Конфликтная комиссия не рассматривает апелляции по вопросам содержания и структуры КИМ по общеобразовательным предметам, а также по вопросам, связанным с нарушением участником ЕГЭ установленных требований к выполнению экзаменационной работы.

## ЕГЭ как выпускной экзамен в школе
Начиная с 2009 года выпускники школ сдают два обязательных выпускных экзамена: по русскому языку и математике.
Выпускники допускаются до экзаменов, если они не имеют неудовлетворительных годовых оценок ни по одному из изучаемых ими предметов. Допуск к ЕГЭ по русскому языку осуществляется также при условии сдачи итогового сочинения, традиционно проводимого в декабре того же учебного года.
Выпускник должен получить по этим экзаменам оценку не ниже балла, установленного Рособрнадзором. Если учащийся получает оценку ниже минимально установленной по одному предмету, то он может пересдать этот экзамен в этом же году. Если учащийся получает неудовлетворительную оценку и по русскому языку, и по математике, то он может повторно пересдавать ЕГЭ только в следующем году. Выпускники, получившие удовлетворительные оценки (или получившие одну неудовлетворительную оценку, а потом её пересдавшие) получают аттестат о полном среднем образовании.
Также выпускники могут сдавать любое количество дополнительных экзаменов в форме ЕГЭ, их результаты не влияют на получение аттестата. В аттестат по каждому предмету выставляется среднее арифметическое оценок выпускника за последние два года обучения, независимо от результата, полученного на ЕГЭ.

## Поступление в вузы по результатам ЕГЭ
С 2009 года поступление в ВУЗы осуществляется преимущественно по результатам ЕГЭ (за исключением военных специальностей и специальностей, связанных с государственной тайной), а также дополнительных вступительных испытаний в некоторые ВУЗы.
Для поступления в ВУЗ абитуриенту необходимо сдать вступительные экзамены в форме ЕГЭ. Список вступительных экзаменов утверждается Министерством образования и науки и содержит, как правило, четыре экзамена для каждой специальности (в некоторых случаях — три или пять), при этом русский язык является вступительным на все специальности, а математика — не везде. Для каждой специальности один из экзаменов является профильным (в перечне профильный экзамен выделен). Вуз может сократить количество экзаменов до трёх, в число экзаменов обязательно должен входить экзамен по русскому языку и профильному предмету.
Результаты ЕГЭ действительны в течение четырёх лет с момента сдачи экзамена. Лица, получившие свидетельство о результатах ЕГЭ и призванные в течение срока действия результатов ЕГЭ в Вооружённые Силы РФ, имеют право использовать результаты ЕГЭ в течение срока, на один год большего, чем исходные 4 года.
При приёме на специальности, предполагающие наличие у абитуриентов определённых творческих способностей, физических или психологических качеств вузы также проводят дополнительный экзамен или творческий конкурс, кроме трёх экзаменов, проводимых в форме ЕГЭ. Перечень таких специальностей утверждается Министерством образования и науки.
Избранным вузам разрешается проводить дополнительные профильные экзамены. Перечень вузов, которым разрешено проводить дополнительные вступительные испытания и порядок их проведения определяется Правительством РФ. В 2009 году дополнительные вступительные экзамены профильной направленности по отдельным специальностям получили право проводить 24 вуза.
Без вступительных испытаний могут приниматься в вуз победители и призёры заключительного этапа Всероссийской олимпиады школьников. Также победители и призёры олимпиад школьников из числа утверждённых Министерством образования и науки могут приниматься в вуз без вступительных испытаний или без сдачи дополнительного вступительного испытания профильной направленности, если таковое имеется. На специальности, связанные с физкультурой и спортом, без экзаменов принимаются чемпионы Олимпийских игр.
Предполагается, что введение ЕГЭ упростит поступление в вузы для абитуриентов из сельской местности и удалённых регионов. Абитуриент сможет подать заявление в выбранный вуз и приложить к нему информацию о сдаче ЕГЭ заочно — по почте или через интернет, не приезжая лично в выбранный вуз. При этом можно подать заявление в несколько вузов. Вузы могут проверить информацию о результатах сдачи ЕГЭ в Федеральной базе свидетельств о результатах ЕГЭ.
В 2009 году у абитуриентов появилась возможность поступать по результатам единого государственного экзамена сразу в несколько вузов. Это вызвало значительный наплыв абитуриентов, что стало причиной внедрения трёхступенчатой корректировки списка поступающих (итоговые проходные баллы в каждом вузе поэтапно снижались за счёт выбывания тех абитуриентов, кто выбрал другой вуз). Процедура поступления в вуз поэтапно была изложена в виде подробной схемы.
В большинство зарубежных вузов абитуриенты с российским аттестатом зрелости не принимаются: российский стандарт среднего образования считается частично признаваемым на Западе.
В Советском Союзе выпускники школ принимались в институты и университеты по результатам вступительных экзаменов в вузы. При этом в каждом вузе был конкурс (в некоторых ведущих вузах страны очень высокий), и абитуриенту необходимо было набрать необходимое количество баллов на вступительных экзаменах, чтобы быть зачисленным в то или иное высшее учебное заведение.

## Поступление вссузыпо результатам ЕГЭ
В 2009 году поступление в образовательные учреждения среднего профессионального образования производится преимущественно по результатам ЕГЭ. Поступающие должны сдать два экзамена из утверждённого перечня вступительных испытаний. При этом экзамен по русскому языку является обязательным, а второй экзамен поступающий может выбрать самостоятельно, если в перечне вступительных испытаний содержится три или более экзамена. На отдельные специальности, предполагающие наличие у абитуриентов определённых творческих способностей, физических или психологических качеств ссузы также проводят дополнительный экзамен или творческий конкурс.

## Полемика вокруг ЕГЭ
Полемика вокруг Единого государственного экзамена не утихает с момента его введения в 2001 году. Особенно острой она стала в 2008 году, когда к ЕГЭ присоединились все регионы и бо́льшая часть выпускников школ стала сдавать ЕГЭ.
Негативно к ЕГЭ относится часть выпускников и их родителей, преподаватели некоторых вузов, а также часть учителей школ. Основная причина этого — как правило, учащиеся на ЕГЭ получают оценки ниже тех, которые им выставляли за время обучения в школе, и ниже, чем при традиционной форме сдачи экзаменов. Однако с 2009 года в аттестат по каждому предмету выставляется среднее арифметическое оценок выпускника за последние два года обучения, независимо от результата, полученного на ЕГЭ, при этом баллы, полученные на ЕГЭ, не переводятся в пятибалльную шкалу.

### Доводы в пользу ЕГЭ
1. Помогает избежать коррупции и блата при поступлении в вузы[41][42].
2. Оценивает знания и способности ученика более объективно, чем традиционные виды экзаменов[43].
3. Стимулирует подготовку учеников к экзамену, в том числе и самостоятельную[44].
4. Позволяет сравнивать качество образования в разных школах и регионах.
5. Позволяет выпускникам поступать в вузы, находящиеся на значительном расстоянии от места их проживания, не тратясь на дорогу, а всего лишь отправив сведения о сдаче ЕГЭ по почте или в электронном варианте. Облегчается подача документов сразу в несколько вузов, без необходимости сдавать в каждом из них экзамены[41].
6. Позволяет выявлять достойных абитуриентов в провинции, которые ранее не имели возможности сдавать вступительные экзамены в крупных городах[41].
7. Проверка результатов частично компьютеризирована, что позволяет сэкономить время и деньги, так как не надо тратиться на услуги наёмных проверяющих.
8. Повышение требований на ЕГЭ, как утверждается, ведёт к повышению качества образования, квалификации учителей и качества учебной литературы.
9. ЕГЭ похож на системы выпускных экзаменов в развитых странах (США, Израиль и другие), что со временем может привести к признанию российских школьных аттестатов в других странах. Однако российский вариант экзамена больше похож на китайский, где зачисление в ВУЗы происходит на основании исключительно результатов государственного экзамена[45].
10. ЕГЭ оценивается по более широкой шкале баллов (100), нежели стандартные экзамены (фактически 4), что делает возможным выявлять лучших из лучших.

### Доводы против ЕГЭ
1. В результате перехода от полноценного экзамена к тестам исключается развитие способности к доказательству и формированию правильного ответа, страдают логические и мыслительные навыки в целом, а также творческое и рациональное начало[46].
2. В ЕГЭ по обществознанию[47] содержатся некорректно поставленные задания и спорные варианты ответов.
3. В некоторой части тестовых заданий правильный ответ можно выявить догадками или методом исключения, не зная самого правильного ответа.
4. ЕГЭ не помогает полностью избежать коррупции[39][48].
5. Нельзя одним контрольным измерительным материалом качественно проверить уровень подготовленности слабо и хорошо подготовленных выпускников школ.
6. Не учитывается специализация школы: ученики школ как с гуманитарным, так и с естественнонаучным уклоном сдают один и тот же вариант обязательного выпускного экзамена.
7. Формат заданий ЕГЭ (итоговая аттестация) не соответствует формату текущей аттестации на уроках, поэтому ученикам и учителям приходится тратить дополнительное время не на изучение учебной программы, а на освоение процедуры ЕГЭ.
8. ЕГЭ приводит к новому виду репетиторства, связанного с повышением уровня знаний в спецификациях ЕГЭ[41].
9. При компьютеризированной проверке частей А и В возможны ошибки распознавания ответов ученика, которые засчитываются как неправильные ответы.
10. ЕГЭ по неязыковым предметам нельзя сдавать на языках народов РФ, кроме русского[49][50].
11. ЕГЭ по русскому языку не может заменить полноценного выпускного экзаменационного сочинения: статус этого экзамена до введения ЕГЭ был самым высоким.
12. Несмотря на то, что введение ЕГЭ было призвано для увеличения доступности высшего образования для студентов из семей с низким доходом, бюджетные места в ВУЗах продолжают доставаться в первую очередь детям из семей с высокими доходами[51].
13. Старшеклассники воспринимают ЕГЭ как стрессовую ситуацию, сопряженную с эмоциональным давлением и повышением нагрузки[52].

### Положительные мнения
Ярослав Кузьминов, бывший ректор Высшей школы экономики:
«ЕГЭ — это зеркало, отражающее уровень подготовки абитуриентов. Можно, конечно, его расколотить, потому что с утра не побрился и физиономия у тебя опухла. Но лучше пойти побриться, и к зеркалу отношение будет гораздо лучше.

[...]

Глубинная причина общественного неприятия ЕГЭ — не в методике, а в его социальном эффекте. Интересы значительных групп — а именно населения крупнейших городов страны — оказались ущемлены. Жители Москвы, Питера, Екатеринбурга, Новосибирска, Нижнего Новгорода после краха СССР в течение 15 лет имели возможность почти монопольно пользоваться важным социальным благом — бесплатным высшим образованием для своих детей в лучших вузах. Они просто оказались к ним ближе и имели средние доходы, позволявшие платить за курсы подготовки к вузовским экзаменам. Жители же других регионов, малых городов, сел оказались вне системы подготовки в лучшие вузы — и по своему месту проживания, и по своим доходам, в 2-3 раза более низким, чем у живущих в мегаполисах.
Но ведущие вузы в своё время строились для всей страны, и при советской власти 75% московских студентов были иногородними. В начале же 2000-х, когда ЕГЭ только задумали, в Москве осталось лишь 25% студентов из других регионов, в Питере — треть. Сейчас у нас в «Вышке», например, их уже почти 60%. Например, если раньше в ВШЭ или МГУ на бюджет можно было поступить с 70-75 баллами (наши экзамены, «пересчитанные» в ЕГЭ), то сегодня — с 80-85. В нормальный хороший московский вуз пять лет назад мог поступить москвич, который имел «четверку» (по ЕГЭ это 55-70 баллов) по профильному предмету, сегодня граница проходного сместилась вверх — это не меньше 62-65 баллов. Ситуация поменялась, и интересы людей, которые не могут платить за обучение детей в лучших вузах, но могут тратиться, скажем, на вузовских репетиторов, оказались против ЕГЭ. Они 15 лет строили счастье своих детей на отрешении от возможности развиваться остальному населению страны. Не москвичи это устроили, но они привыкли к этим обстоятельствам, и восстановление справедливости не вызывает у них поддержки».

### Отрицательные мнения
Андрей Максимов, писатель, общественный деятель:
«Единый государственный экзамен — это война, которую чиновники объявили родителям, детям, учителям. Сообщения об экзаменах — это сводки с театра военных действий. Но я всё-таки очень надеюсь, что когда-нибудь эта война закончится и ЕГЭ отменят»
В творчестве известного российского писателя-сатирика Михаила Задорнова ЕГЭ занимал видное место. Так, начиная с 2010 года, он опубликовал ряд критических статей про единый государственный экзамен: «ЕГЭ — контрольный выстрел в систему образования», «Узкоумственные, вперёд — 2» и «Измена».

### Судебные разбирательства
15 мая 2009 года Верховный суд России подтвердил законность ЕГЭ как формы государственной итоговой аттестации для получающих среднее образование и отклонил иск об отмене соответствующего приказа Минобрнауки России. Иск подавала группа родителей школьников, не согласных с использованием на экзамене заданий стандартизированной формы.
21 апреля 2009 года Верховный суд России вынес решение о законности невозможности проводить ЕГЭ (по неязыковым предметам) на других языках народов РФ.
В августе 2018 года Центральный районный суд Новосибирска отказал в удовлетворении иска выпускника новосибирской гимназии № 4 Артёма Веселова, который ранее подал иск к Министерству образования Новосибирской области, требуя повысить балл за ЕГЭ по обществознанию. Выпускник гимназии не согласился с решением экспертов, признавших ответ неверным из-за того, что школьник сослался на учебник Высшей школы экономики, которого нет в перечне официально рекомендованных для изучения в школе.

### Скандалы
Весной 2010 года в Ростовской области задержано 70 педагогов, которые за 40 тысяч рублей сдавали ЕГЭ от имени учеников. Аналогичные уголовные дела расследовались в Саратовской области, Республике Дагестан, Пермском крае и других регионах.
В мае 2013 года сдавшие на Дальнем Востоке экзамен школьники выложили в сеть экзаменационные бланки с ответами. За счёт разницы в часовых поясах школьники европейской части России могли воспользоваться полученной информацией. Скандал привлёк внимание премьер-министра России Дмитрия Медведева. В Белгородской области результаты экзамена части абитуриентов были аннулированы.
В 2018 году известный педагог из Санкт-Петербурга, создатель образовательного сайта Решу-ЕГЭ Дмитрий Гущин представил утечки экзаменационных задач по математике, а позднее — химии, разместив в интернете соответствующие материалы, которые уже до этого активно распространялись в сети интернет.
В результате, Рособрнадзор подал иск на имя Дмитрия Гущина.
«В предпоследний день четверти не смогу провести уроки. Должен взять отпуск за свой счет и ехать в Москву судиться с государственной машиной. Будет уже третье за полтора месяца заседание. Юристы Рособрнадзора тянут время так, как будто надеются взять измором. Нет. Не получится. Я приеду и выступлю. И свидетели приедут, хотя чинуши против. И я в четвертый раз предложу сверить задания утечки с подлинными заданиями ЕГЭ, чтобы убедиться в их совпадении. И снова не буду удивлен, когда откажут. Но и тогда я им не сдамся», — написал учитель.

## Идея частичного отказа от ЕГЭ
9 апреля 2014 года министр образования Дмитрий Ливанов заявил, что с 2015 года планируется возврат к устному экзамену по гуманитарным предметам. Также планировалось исключить из ЕГЭ блок «А».
Назначенная в августе 2016 года на пост министра образования Ольга Васильева заявила о том, что ЕГЭ никто отменять не будет, необходимы лишь дальнейшие реформы в образовательной системе России.
В июне 2024 года депутаты Государственной Думы от фракций ЛДПР, КПРФ и СРЗП предложили законопроект, направленный на отмену Единого государственного экзамена и возвращение к системе традиционных государственных экзаменов.

## Аналоги в других странах
- Во Франции: Baccalauréat en France (Bac)[70]
- В ДНР и ЛНР наряду с экзаменами в форме ГИА принимались результаты ЕГЭ и ВНО[71]. В вузах Абхазии и Южной Осетии широко распространены вступительные экзамены, в Приднестровье — единый государственный экзамен.

### Комментарии
1. ↑  Источники: 2020-2023 года[22], 2024-2025 года[23]